# В начале: Библейские истории
«В начале: Библейские истории» (яп. 手塚治虫の旧約聖書物語 Тэдзука Осаму но кю:яку сэйсё моногатари, «Ветхозаветные истории Осаму Тэдзука») — телевизионный аниме-сериал, основанный на тексте Ветхозаветной Библии (Танах), снятый Осаму Тэдзукой. Совместное производство Nippon TV, Tezuka Productions и государственной радио-телестудии Италии (RAI). Хотя сериал был в производстве в течение длительного периода с конца 1980-х годов и до начала 1990-х годов, он был показан в Японии только в 1997 году на спутниковом канале WOWOW. Сериал также шёл на телевидении США (по католическо-ориентированной телесети «Вечное слово»), Италии, Испании и Германии.
«В начале: Библейские истории» стал четвёртым японским анимационным сериалом, посвящённым библейским событиям, после двух сериалов «Суперкнига» и «Летающий дом», которые были сделаны для Христианской телевизионной сети Пэтом Робертсоном в Tatsunoko Production в начале 1980-х годов.

## Список эпизодов
1. «Творение» — этот эпизод содержит изображения обнажённых людей, связанные с созданием человека, большая часть которых была удалена из английской версии.
2. «Каин и Авель»
3. «История Ноя»
4. «Вавилонская башня»
5. «Авраам, праотец»
6. «Содом и Гоморра»
7. «Исаак и Измаил»
8. «Судьба Исаака»
9. «Дети Иакова»
10. «Торжество Иосифа»
11. «Моисей Египетский»
12. «Пожар в пустыне»
13. «Моисей и Фараон»
14. «Исход»
15. «Законы, вырезанные в камне»
16. «Предательство Израиля»
17. «Новый альянс»
18. «Иерихон»
19. «Один король Израиля»
20. «Царь Саул»
21. «Царь Давид»
22. «Царь Соломон»
23. «Изгнание Израиля»
24. «Освобождение от кабалы»
25. «Пророки в пустыне»
26. «Рождение Иисуса»